# Белвица
Бѐлвицата (на латински: Salmo ohridanus, Acantholingua ohridanus) е вид лъчеперка от семейство Пъстървови (Salmonidae). Видът е световно застрашен, със статут Уязвим.

## Класификация
В по-старата литература белвицата е определяна като принадлежаща към предлаганите ендемични родове Acantholingua и Salmothymus. Генетичните изследвания обаче показват, че тя е член на род Salmo и е най-близка със Salmo obtusirostris. Все пак тя е доста различна от балканската пъстърва.

## Разпространение
Разпространен е в Албания и Република Македония, в Охридското езеро, където заедно с летницата е един от двата представители на семейство Пъстървови (Salmonidae) и род Пъстърви (Salmo). Някои изследователи приемат, че белвицата принадлежи към отделен род – Acantholingua.
Среща се на дълбочина от 40 до 60 m. Рибата е обект на масиран риболов и се отглежда в рибни ферми от средата на XX век. Създадени са и хибридни форми с летницата.
Застрашаващи популацията фактори са хибридизацията и замърсяването на водите.

## Описание
Рибата е относително малка, обикновено под 30 cm и 0,5 kg. На дължина достигат до 33,6 cm, а на тегло 685 g.
Продължителността им на живот е около 12 години.